# دفنة كبيرة الأزهار
دفنة كبيرة الأزهار (الاسم العلمي:Daphne macrantha) هي نوع من النباتات تتبع جنس الدفنة من الفصيلة المثنانية.